# 11849 Fauvel
11849 Fauvel è un asteroide della fascia principale. Scoperto nel 1988, presenta un'orbita caratterizzata da un semiasse maggiore pari a 2,6182464 UA e da un'eccentricità di 0,1990977, inclinata di 8,00809° rispetto all'eclittica.